# Encaste Santa Coloma
El encaste Santa Coloma es un encaste procedente de la casta Vistahermosa. Por sus particularidades genéticas, registradas por el Ministerio del Interior de España, figura dentro del Libro Genealógico de la Raza Bovina de Lidia, dependiendo del Ministerio de agricultura .
Su nombre se debe a Enrique Queralt y Fernández-Maquieira, conde de Santa Coloma, que comenzó en 1905 creando su vacada con reses de Ibarra y de Saltillo, formando así el encaste Santa Coloma.

## Historia del encaste Santa Coloma
Enrique de Queralt y Fernández Maquieira, conde de Santa Coloma, comienza a crear su vacada en dos etapas: la primera en 1905, comprando a Manuel Fernández Peña la mitad de la ganadería de Eduardo Ibarra; y la segunda en 1912 comprando al marqués del Saltillo Rafael Rueda Osborne un hato de reses. De esta manera consiguió unir en una sola ganadería las dos ramas de la casta Vistahermosa: Barbero de Utrera-Arias Saavedra y Varea-Picavea de Lesaca.
La unión que resultó de los toros de Ibarra con los temperamentales de Saltillo fue de resultado satisfactorio. El conde fue llevando en un principio por separado las dos líneas y otra con lo cruzado de ambas, aunque tras tentar todo el ganado y seleccionarlo de forma minuciosa, consiguió crear un tipo de toro con personalidad propia: el toro de Santa Coloma. A mediados de los años 20, el conde de Santa Coloma fue realizando varias ventas de ganado de las que surgieron las tres líneas de las que se compone el encaste, pudiendo llegar a considerarse un encaste diferente: Coquilla, Graciliano Pérez-Tabernero y Buendía. El resto de las ventas que hizo el conde contribuyeron a que la sangre santacolomeña esté presente en diversos encastes, como Albaserrada, Vega-Villar, Villamarta y Cuadri, que aunque no está reconocido como tal, puede considerarse un encaste propio de la ganadería homónima debido a las características únicas de sus toros, que resultaron de la unión de reses de Santa Coloma y Urcola.

## Líneas del encaste

### Línea Coquilla
Esta línea la creó el ganadero salmantino Francisco Sánchez, conocido como Paco Coquilla, alusiva a la finca donde pastaban sus toros, cuando en 1916 compró al Conde de Santa Coloma una partida de vacas y sementales con más proporción de sangre Ibarra que de Saltillo.
Los toros de Coquilla, aunque eran pequeños, tenían su dificultad y mucha bravura, hasta el punto de que el torero sevillano Manuel Jiménez “Chicuelo” llegó a insinuar en una frase que, pese a ser pequeños, eran toros difíciles y bravos para la lidia. Paco Coquilla la mantuvo hasta el año 1934, cuando tuvo que venderla en cinco lotes debido a problemas económicos; de esta venta surgirán las ganaderías que componen en la actualidad la línea Coquilla.

### Línea Graciliano Pérez-Tabernero
La formó Graciliano Pérez-Tabernero Sanchón en 1920, cuando le compró reses al Conde de Santa Coloma para una ganadería que tenía heredada de su padre, y eliminó el ganado de éste. Gracias a los frutos de un semental, Mesonero, comenzó a conseguir resultados satisfactorios y a crear un tipo de toro con más bravura, consiguiendo triunfos en las principales plazas de España. Uno de los toros de la ganadería de Graciliano, Fandanguero, se hizo tristemente famoso por haber causado la muerte en 1931 al torero Francisco Vega de los Reyes “Gitanillo de Triana”.
En 1939, acuciado por problemas económicos vendió casi toda su vacada a José Escobar Barrilaro, quedándose únicamente el hierro, un semental y unas pocas de vacas. Los toros de línea de Graciliano son los más bravos y complicados del encaste Santa Coloma, siendo considerados los Miuras del Campo Charro de Salamanca.

### Línea Buendía
El creador de esta línea fue el sevillano Joaquín Buendía Peña, aunque el origen de esta línea puede remontarse años atrás; su padre Juan Buendía y el socio de éste, el soriano Felipe Bartolomé Sanz, compran en 1921 la ganadería de Rafael Surga, de casta Vazqueña en la línea de Antonio Mera.
En 1932 la ganadería de Santa Coloma estaba bastante descuidada, se puso en venta y fue adquirida por Joaquín Buendía y su padrino Felipe; fueron socios durante algunos años hasta su separación. El primero se quedó con el hierro del Conde y Felipe mantuvo el viejo hierro de Rafael Surga, pero eliminó casi todo el ganado de Vázquez y se quedó con la mitad del de Santa Coloma. La selección hecha por los nuevos ganaderos fue el buscar un toro más bravo y que durara más tiempo durante la lidia, pero que fuera más noble en ella.

## Características
Las características que presentan los toros de Santa Coloma son el resultado de la unión de las reses de Ibarra y del Marqués del Saltillo. Atienden en sus características zootécnicas a las que recoge como propias de este encaste el Ministerio del Interior:
- Toros epilométricos, subcóncavos y brevilíneos. Son animales terciados, pero de conjunto armónico, de esqueleto y piel finos. En la cabeza resulta relevante, además de la concavidad del perfil fronto-nasal, el aspecto de los ojos, que son grandes y saltones. Pueden presentar el morro afilado con la cabeza alargada y estrecha de sienes, aunque lo más frecuente en que ésta sea más ancha de sienes con el morro ancho y chato.
- Las encornaduras no son muy desarrolladas. El cuello tiene una longitud media, la papada aparece muy poco marcada (degollados) y el morrillo no alcanza un grado de desarrollo muy acusado. El dorso y los lomos son rectos, la grupa redondeada, las extremidades de longitud media y la cola fina.
- Las pintas típicas son principalmente cárdenas y negras, dándose en menor medida tostadas y berrendas (en negro y en cárdeno). Las pintas castañas y coloradas aparecen de forma excepcional. Los accidentales más frecuentes son el entrepelado y aquellos en forma de manchas blancas (careto, lucero, estrellado, jirón, aldiblanco, bragado, meano, calcetero, coliblanco y rebarbo).

En la línea de Coquilla predomina el toro «ibarreño». Los ejemplares son los más elipométricos y brevilíneos del encaste, con el menor desarrollo de defensas. Presentan poco peso, siempre finos de proporciones y extremidades. Pintas negras, tostadas y en mucha menor proporción cárdenas y castañas, teniendo como accidentales más comunes el listón, entrepelado y los formados por manchas blancas.
Los toros de Graciliano Pérez-Tabernero presentan la mayor influencia «ibarreña» de todo el encaste Santa Coloma. Tiene mayor desarrollo esquelético, mayor desarrollo de defensas y mayor predominio de pintas negras, siendo más raras las cárdenas. Los accidentales suelen limitarse a la presencia de entrepelado, bragado, meano, listón y rabicano.
La línea morfológica de Buendía es la más abundante del encaste Santa Coloma y la que tiene mayor influencia de la línea Saltillo de la Casta Vistahermosa. En estos toros predominan las pintas cárdenas en todas sus variantes y negras, dándose en menor medida tostadas y berrendas en negro y cárdeno. Estos pelajes suelen ir acompañados de una amplia variedad de accidentales.

## Ganaderías relacionadas
El encaste Santa Coloma está compuesto en la actualidad de las siguientes ganaderías:
| Hierro                    | Nombre                              | Antigüedad               | Finca                                                              | Localidad                                                  | Provincia           | País     | Procedencia                                                                                              | Filiación | Estado          | Ref.                        |
| ------------------------- | ----------------------------------- | ------------------------ | ------------------------------------------------------------------ | ---------------------------------------------------------- | ------------------- | -------- | --- | --------- | --------------- | --------------------------- |
|                           | Adolfo Rodríguez Montesinos         | Sin antigüedad           | Dehesa del Roble Valderrevenga                                     | Oropesa y La Calzada de Oropesa                            | Toledo              | España   | Coquilla y Graciliano Pérez-Tabernero y otros reproductores de Martínez Elizondo, origen Joaquín Buendía | AGL       | Activa          |                             |
|                           | Alipio Pérez-Tabernero              | 17 de febrero de 1985    | Matilla Coquilla de Juan Vázquez                                   | Matilla de los Caños del Río y Membribe de la Sierra       | Salamanca           | España   | Santa Coloma y Alipio Pérez-Tabernero                                                                    | UCTL      | En desaparición | [ 26 ]                      |
|                           | Ana Romero                          | 12 de agosto de 2007     | Las Cobatillas Isla Verde                                          | Alcalá de los Gazules                                      | Cádiz               | España   | Cruce de Graciliano y Buendía                                                                            | UCTL      | Activa          | [ 27 ] [ 28 ]               |
|                           | Coquilla de Sánchez Arjona          | 12 de abril de 1952      | El Collado Las Carboneras                                          | Martín de Yeltes y Carpio de Azaba                         | Salamanca           | España   | Sánchez-Fabrés, antes Coquilla                                                                           | AGL       | En desaparición | [ 29 ] [ 30 ]               |
|                           | El Añadío                           | Sin antigüedad           | El Añadío                                                          | Vilches                                                    | Jaén                | España   | Puro origen Coquilla con un semental de San Martín                                                       | AGL       | Activa          | [ 31 ]                      |
| Verde y oro               | El Gustal de Campocerrado           | Sin antigüedad           | Campocerrado                                                       | Martín de Yeltes                                           | Salamanca           | España   | Santa Coloma, línea Graciliano Pérez-Tabernero (Arranz)                                                  | AGL       | Activa          |                             |
|                           | El Verdinal                         |                          |                                                                    |                                                            |                     |          | |           |                 |                             |
|                           | Escolar Herrero                     |                          |                                                                    |                                                            |                     |          | Santa Coloma, Buendía y Graciliano                                                                       |           |                 |                             |
|                           | Flor de Jara                        | Sin antigüedad           | Zahurdón                                                           | Colmenar Viejo                                             | Madrid              | España   | Santa Coloma y Buendía                                                                                   | UCTL      | Activa          | [ 32 ] [ 33 ]               |
| Azul, plata y roja        | Germán Gervás Díez                  | 11 de octubre de 1959    | Los Escoriales                                                     | Andújar y Villanueva de la Reina                           | Jaén                | España   | Conde de Santa Coloma - Joaquín Buendía                                                                  | UCTL      | Activa          |                             |
| Blanca y roja             | Herederos de Alfonso Sánchez Fabrés | Sin antigüedad           | Pedro-Llen                                                         | Las Veguillas                                              | Salamanca           | España   | Coquilla, Buendía y Atanasio Fernández                                                                   | AGRL      | Activa          | [ 34 ] [ 35 ]               |
|                           | Herederos de Cándido Sánchez        |                          |                                                                    |                                                            |                     |          | Coquilla con Atanasio Fernández por separado                                                             |           |                 |                             |
|                           | Herederos de Felipe Bartolomé       | 12 de junio de 1884      | Mojón Blanco                                                       | Lebrija                                                    | Sevilla             | España   | Santa Coloma-Buendía y Vázquez-Mera                                                                      | UCTL      | Activa          | [ 36 ]                      |
|                           | Herederos de Flores Albarrán        | 19 de marzo de 1943      | La Medianería                                                      | Andújar                                                    | Jaén                | España   | Santa Coloma, Buendía y con Gamero Cívico y Samuel Flores                                                | UCTL      | Activa          | [ 37 ]                      |
| Verde negra y oro         | Herederos de José Escobar           | 2 de julio de 1942       | Isla Mínima El Esparragal                                          | La Puebla del Río y Casares                                | Sevilla y Málaga    | España   | Graciliano y Buendía                                                                                     | UCTL      | Activa          |                             |
| Encarnada y amarilla      | Hijos de Dionisio Rodríguez         | 25 de julio de 1947      | Hernandinos                                                        | Villavieja de Yeltes                                       | Salamanca           | España   | Conde de Santa Coloma                                                                                    | -         | Desaparecida    |                             |
|                           | Hoyo de la Gitana                   | Sin antigüedad           | Galleguillos Gamonal                                               | Vecinos y Perales del Puerto                               | Salamanca y Cáceres | España   | Graciliano y Buendía                                                                                     | UCTL      | Activa          | [ 38 ]                      |
|                           | Joaquín Buendía Peña                | 17 de mayo de 1906       | La Amarguilla Valdehelechoso Los Toriles                           | Morón de la Frontera, Aracena y Zufre                      | Sevilla y Huelva    | España   | Santa Coloma y Buendía                                                                                   | UCTL      | Activa          | [ 39 ]                      |
| Encarnada y verde         | José Juan Pérez-Tabernero           | Sin antigüedad           | Arevalillo                                                         | Olmedo de Camaces                                          | Salamanca           | España   | Santa Coloma y Graciliano Pérez-Tabernero                                                                | UCTL      | Activa          |                             |
|                           | Juan Luis Fraile                    | 17 de febrero de 1895    | Cojos de Robliza Monteabajo San Lorenzo                            | Robliza de Cojos, Villalba de los Llanos y Tabera de Abajo | Salamanca           | España   | Santa Coloma y Graciliano Pérez-Tabernero                                                                | UCTL      | Activa          | [ 40 ] [ 41 ]               |
| Blanca y roja             | La Fresneda                         | Sin antigüedad           | La Fresneda Perales del Río                                        | Buenaventura y Getafe                                      | Toledo y Madrid     | España   | Santa Coloma y Graciliano Pérez-Tabernero                                                                | UCTL      | Activa          |                             |
| Roja y gualda             | La Interrogación                    | Sin antigüedad           | Casasola de la Encomienda                                          | Garcirrey                                                  | Salamanca           | España   | José Matías Bernardo procedencia Coquilla                                                                | AGRL      | Activa          |                             |
|                           | La Quinta                           | 18 de abril de 1881      | Fuen La Higuera Fuente Merino El Molino El Turuñuelo-Majadas Altas | Palma del Río, Lora del Río, Constantina y Peñaflor        | Córdoba y Sevilla   | España   | Santa Coloma y Buendía                                                                                   | UCTL      | Activa          | [ 42 ] [ 43 ] [ 44 ]        |
| Verde y blanca            | Los Camino                          | Sin antigüedad           | Los Camino                                                         | Talayuela                                                  | Cáceres             | España   | Santa Coloma, Buendía y Marqués de Domecq, por separado                                                  | UCTL      | Activa          |                             |
| Verde, roja y blanca      | Los Puentes de Castillejo           | Sin antigüedad           | Castillejo de Yeltes                                               | Martín de Yeltes                                           | Salamanca           | España   | Cándido García Sánchez                                                                                   | UCTL      |                 |                             |
|                           | Manuel Quintas                      | Sin antigüedad           | Machacamona                                                        | Colmenar del Arroyo                                        | Madrid              | España   | Santa Coloma, Buendía y Jijona                                                                           |           |                 | [ 45 ] [ 46 ] [ 47 ] [ 48 ] |
|                           | Herederos de Manuel Vinhas          | 25 de septiembre de 1972 | Heredade do Zambujal                                               | Aguas de Moura                                             | Portugal            | Portugal | Santa Coloma y Buendía                                                                                   | UCTL      | Activa          | [ 49 ]                      |
| Rojo sangre y albero      | Mauricio Soler Escobar              | 9 de septiembre de 2012  | Isla Mínima                                                        | La Puebla del Río                                          | Sevilla             | España   | Graciliano y Buendía                                                                                     | UCTL      | Desaparecida    |                             |
|                           | Pablo Mayoral                       | 19 de abril de 2009      | Moheda alcornocal                                                  | Serrejón                                                   | Cáceres             | España   | Santa Coloma y Veragua                                                                                   | ANGL      | Activa          | [ 50 ] [ 51 ] [ 52 ]        |
|                           | Palomo Linares                      | 17 de febrero de 1895    | El Palomar                                                         | Seseña                                                     | Toledo              | España   | Graciliano y Carlos Núñez                                                                                | UCTL      | Activa          |                             |
| Encarnada y verde         | Pilar Población del Castillo        | 6 de agosto de 1944      | Fresno                                                             | Fresno Alhándiga                                           | Salamanca           | España   | Santa Coloma, Graciliano y Alipio Pérez-Tabernero                                                        | UCTL      | Activa          |                             |
|                           | Ramón Sánchez Recio                 | 27 de agosto de 1929     | Villalobillos Las Laderas de San Jerónimo                          | Córdoba                                                    | Córdoba             | España   | Manuel Arranz                                                                                            | UCTL      | Activa          | [ 53 ] [ 54 ]               |
| Oro viejo y verde botella | Ramón Sánchez Rodríguez             | 22 de mayo de 1981       | Alamiriya Aljarilla Cigarra Media Medina Azahara                   | Córdoba                                                    | Córdoba             | España   | Manuel Arranz                                                                                            | UCTL      | Activa          |                             |
|                           | Raso de Portillo                    | Sin antigüedad           | Raso de Portillo                                                   | Boecillo                                                   | Valladolid          | España   | Parladé, Santa Coloma                                                                                    | ANGL      | Activa          | [ 55 ] [ 56 ]               |
|                           | Rehuelga                            | 20 de mayo de 2007       | Rehuelga                                                           | Benalup-Casas Viejas                                       | Cádiz               | España   | Santa Coloma y Buendía                                                                                   | UCTL      | Activa          | [ 57 ] [ 58 ]               |
|                           | Río Grande                          | 12 de septiembre de 1980 | El Cahoso La Carrona                                               | La Albuera y Badajoz                                       | Badajoz             | España   | Alipio Pérez-Tabernero                                                                                   | UCTL      | Activa          |                             |
|                           | San Martín                          | 19 de mayo de 1999       | La Zarzuela                                                        | Calzadilla                                                 | Cáceres             | España   | Santa Coloma, Saltillo y Vega-Villar                                                                     | UCTL      | Activa          |                             |
| Azul y rosa               | Surga                               | Sin antigüedad           | Las Navas                                                          | Lebrija                                                    | Sevilla             | España   | Hdros. de Felipe Bartolomé                                                                               | UCTL      | Desaparecida    |                             |
|                           | Valdellán                           | 11 de junio de 2019      | Dehesa de Valdellán                                                | Santa María del Río                                        | León                | España   | Graciliano y Buendía                                                                                     | UCTL      | Activa          | [ 59 ]                      |
| Verde y blanca            | Víctor Huertas                      | Sin antigüedad           | Egido de Malhincada                                                | La Calzada de Oropesa                                      | Toledo              | España   | Todas las líneas de Santa Coloma                                                                         | ANGL      | Activa          |                             |
| Roja y negra              | Víctor y Marín                      | 16 de agosto de 1964     | Pinos Bajos Los Corrales                                           | Fernán Caballero y Ciudad Real                             | Ciudad Real         | España   | Santa Coloma, Gamero Cívico y Carlos Núñez                                                               | UCTL      | Activa          |                             |